# بنت دجلة
بنت دجلة، رواية عربية، للروائي العراقي محسن الرملي. صدرت الرواية لأوّل مرة عام 2020 عن دار المدى في العراق، ودخلت في القائمة الطويلة للجائزة العالمية للرواية العربية لعام 2021، المعروفة باسم «جائزة بوكر العربية».